# El Helicoide
El Helicoide é um prédio em Caracas, Venezuela, de propriedade do governo venezuelano e usado como prisão para presos regulares e políticos do Serviço Bolivariano de Inteligência Nacional (SEBIN). No formato de uma pirâmide de três lados, foi originalmente construído como um shopping center, mas nunca foi concluído. Os presos o descrevem como um lugar onde ocorrem torturas sistêmicas e violações dos direitos humanos. The Guardian descreve-a como uma "prisão de alto perfil para detentos políticos", onde os presos relatam "pessoas sendo espancadas, eletrocutadas, penduradas pelos membros, forçadas a posições de estresse e forçadas a mergulhar o rosto em um saco de fezes e respirar".

## História
El Helicoide é construído em uma colina em Roca Tarpeya entre as paróquias de San Pedro e San Agustín, na extensão das avenidas das Forças Armadas, Presidente Medina Angarita e Nueva Granada. Tem a forma de uma pirâmide trilateral com pontas curvas formadas por vias elevadas asfaltadas destinadas à circulação de veículos e estacionamento em zona central fechada.

### Conceito
Sua construção foi realizada por uma empresa privada durante o governo do então presidente Marcos Pérez Jiménez em 1956. Foi projetada pelos arquitetos Pedro Neuberger, Dirk Bornhorst e Jorge Romero Gutiérrez. O projeto deveria incluir 300 butiques, oito cinemas, um heliporto, um hotel 5 estrelas, um parque, um clube de proprietários e um show palace no sétimo andar. O edifício incluiria uma rampa de 4 km de comprimento em espiral em torno da própria estrutura, permitindo que os veículos entrassem no edifício e estacionassem em seu interior. O projeto teria custado $10 milhões em 1958, ou $90 milhões em 2018. 
Na preparação para o projeto, muitas famílias foram despejadas de favelas em San Agustín e tiveram suas casas demolidas.

### Cancelamento
Após o golpe de Estado venezuelano de 1958, que resultou na derrubada do ditador Marcos Pérez Jiménez, os incorporadores foram acusados de serem financiados pelo governo de Pérez Jiménez. O governo entrante se recusou a permitir a construção do shopping e os litígios em torno do projeto começaram envolvendo os incorporadores, empresas e o governo. Nelson Rockefeller fez ofertas para assumir o projeto, mas os regulamentos resultaram na retirada de sua proposta. Em 1961, a construção do prédio foi interrompida depois que a empresa de desenvolvimento entrou em falência um ano antes de sua conclusão. Nesse mesmo ano, o projeto foi exibido no Museu de Arte Moderna de Nova York. 
Em 1965, foram feitas tentativas de retomar a construção para concluí-la em 1967, mas os planos falharam. Ao longo do tempo, somente a fundação de concreto do projeto estava presente enquanto o equipamento destinado ao shopping cancelado foi roubado, incluindo personalizado de alta-velocidade elevadores austríacos.

### Instituição governamental

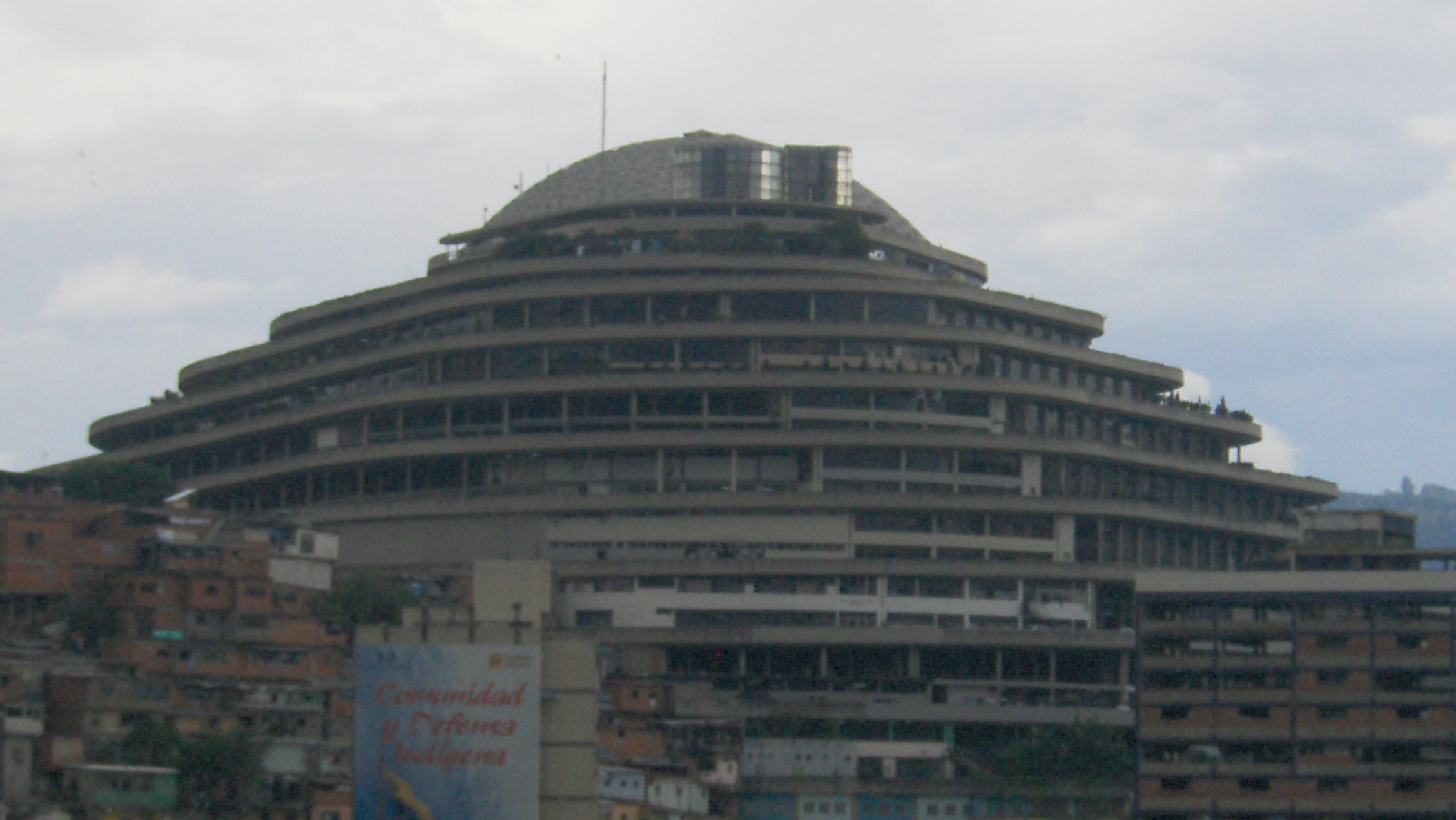
Outra visão da estrutura

Em 1975, o governo venezuelano adquiriu as instalações. Entre 1979 e 1982, 10.000 invasores ocuparam as instalações até serem despejados. Em 1982, apenas a cúpula geodésica com seu topo de alumínio na infraestrutura de concreto foi concluída.
A partir de 1984, alguns órgãos estaduais foram gradativamente instalados no prédio, sendo o mais importante deles a Direção dos Serviços de Inteligência e de Prevenção (DISIP). Em 1985, a DISIP comprou um aluguel de 15 anos para os dois andares inferiores de El Helicoide, onde as celas da prisão estão localizadas atualmente. O edifício foi seriamente afetado por um atentado a bomba nas tentativas de golpe de estado em 1992 e por uma resposta antiaérea. A cúpula foi reparada posteriormente após esses eventos.
Desde 2010, parte do prédio funciona como sede da Universidade Nacional de Segurança Experimental (UNES). À medida que crescia a agitação em torno do governo de Nicolás Maduro, escritórios, depósitos e até banheiros foram convertidos em áreas de detenção improvisadas para o número crescente de prisioneiros. Presos o descrevem como um lugar onde ocorrem torturas sistemáticas e violações dos direitos humanos. 
Em 16 de maio de 2018, ocorreu um motim na prisão em El Helicoide, com vários presos políticos detidos durante os protestos. As autoridades venezuelanas dispararam gás lacrimogêneo e chumbo grosso contra indivíduos na área.